# Brent Gabriël
Brent Gabriël (Sint-Niklaas, 27 januari 1999) is een Belgisch voetballer die in 2025 de overstap maakte van KSC Lokeren-Temse naar SV Zulte Waregem.

## Carrière

### Jeugd
Gabriël ruilde in 2008 de jeugdopleiding van Sportkring Sint-Niklaas voor die van Club Brugge. In juli 2017 ondertekende hij er zijn eerste profcontract. In 2018 stroomde hij bij blauw-zwart door naar de A-kern, maar vanwege de zware concurrentie van onder andere Ethan Horvath, Karlo Letica en Guillaume Hubert kwam hij niet aan spelen toe in het eerste elftal. In het seizoen 2018/19 verdedigde hij wel het Brugse doel in de UEFA Youth League.

### Waasland-Beveren
In juni 2019 ondertekende Gabriël een contract voor drie seizoenen bij Waasland-Beveren. Bij de Waaslanders moest hij het vertrek van Davy Roef mee helpen opvangen. In de eerste drie wedstrijden van het seizoen kreeg mede-aanwinst Lucas Pirard nog de voorkeur, maar toen die op training een vinger uit de kom sloeg mocht Gabriël op 17 augustus 2019 zijn eerste officiële wedstrijd spelen tegen RC Genk (0-4-verlies). Ook tegen Cercle Brugge (1-0-verlies) en Sporting Charleroi (0-4-verlies) mocht Gabriël in doel postvatten. Daarna nam aanwinst Nordin Jackers zijn plek in doel over.
Ook in het seizoen 2020/21 bleef Gabriël de doublure van Jackers. Waasland-Beveren behield echter het vertrouwen in hem en brak zijn contract in januari 2021 open tot medio 2024. Enkele weken later, op 3 februari 2021, kreeg hij zijn eerste officiële speelminuten van het seizoen in de bekerwedstrijd tegen KV Oostende (2-3-verlies). Op de 28e en 29e speeldag mocht hij tegen respectievelijk Cercle Brugge (2-0-verlies) en Beerschot VA (1-2-verlies) de plaats innemen van Jackers, die onvoldoende hersteld was van zijn quadricepsblessure.

### SV Zulte Waregem
Na vier clubs gehad te hebben in evenveel seizoenen, tekent Brent Gabriël een driejarig contract bij de kampioen van Eerste klasse B. Hij komt in het seizoen 2025/26 uit in Eerste klasse A met SV Zulte Waregem. Hij komt over van KSC Lokeren-Temse waar hij in 32 wedstrijden 11 keer de nul wist te houden.

## Clubstatistieken
| Seizoen         | Club              | Land            | Competitie      | Competitie | Competitie   | Beker | Beker        | Totaal | Totaal       |
| Seizoen         | Club              | Land            | Competitie      | Wed.       | Clean sheets | Wed.  | Clean sheets | Wed.   | Clean sheets |
| --------------- | ----------------- | --------------- | --------------- | ---------- | ------------ | ----- | ------------ | ------ | ------------ |
| 2018/19         | Club Brugge       | Vlag van België | Eerste klasse A | 0          | 0            | 0     | 0            | 0      | 0            |
| 2019/20         | Waasland-Beveren  | Vlag van België | Eerste klasse A | 3          | 0            | 0     | 0            | 3      | 0            |
| 2020/21         | Waasland-Beveren  | Vlag van België | Eerste klasse A | 2          | 0            | 1     | 0            | 3      | 0            |
| 2021/22         | Waasland-Beveren  | Vlag van België | Eerste klasse B | 1          | 0            | 0     | 0            | 1      | 0            |
| 2022/23         | → FCV Dender EH   | Vlag van België | Eerste klasse B | 0          | 0            | 2     | 1            | 2      | 1            |
| 2022/23         | SK Beveren        | Vlag van België | Eerste klasse B | 0          | 0            | 0     | 0            | 0      | 0            |
| 2023/24         | KV Oostende       | Vlag van België | Eerste klasse B | 1          | 0            | 6     | 3            | 7      | 3            |
| 2024/25         | KSC Lokeren-Temse | Vlag van België | Eerste klasse B | 32         | 11           | 2     | 0            | 34     | 11           |
| 2025/26         | SV Zulte Waregem  | Vlag van België | Eerste klasse A | 0          | 0            | 0     | 0            | 0      | 0            |
| Carrière totaal | Carrière totaal   | Carrière totaal | Carrière totaal | 39         | 11           | 11    | 4            | 50     | 15           |

Bijgewerkt op 6 juni 2025.